# Jaša
Jaša je moško osebno ime. V nekaterih državah uporabljeno tudi kot žensko osebno ime. 

## Izvor imena
Ime Jaša je ruska ljubkovalna oblika imena Jakob.  Podobna izvorno slovenska okrajšava je Jaka. 

## Pogostost imena
Po podatkih Statističnega urada Republike Slovenije je bilo med leti 2011 in 2019 v  Sloveniji število moških oseb z imenom Jaša: 384.